# Satraparchis
Satraparchis is een geslacht van vlinders van de familie spanners (Geometridae), uit de onderfamilie Oenochrominae.

## Soorten
- S. aurinaria Guenée, 1857
- S. bijugata Walker, 1862
- S. chilonaria Herrich-Schäffer, 1855
- S. hypenaria Guenée, 1857
- S. oxyderces Meyrick, 1890
- S. tricolor Westwood, 1841
- S. tryxaria Guenée, 1857